# Alma de Navidad
Alma de Navidad (título original: Papa’s Angels) es un telefilme estadounidense de drama y romance de 2000, dirigido por Dwight H. Little, escrito por Bill Cain y basado en un libro de Collin Wilcox Paxton y Gary Carden, musicalizado por Velton Ray Bunch, en la fotografía estuvo Brian J. Reynolds y los protagonistas son Scott Bakula, Lachlan Murdoch y Cynthia Nixon, entre otros. Este largometraje fue producido por Bakula Productions Inc., CBS y Marian Rees Associates; se estrenó el 3 de diciembre de 2000.

## Sinopsis
Grins Jenkins, un fabricante de muebles de Arkansas, es muy buen padre con sus cinco hijos, y además es el que anima todas las fiestas en su pequeño pueblo. Cuando su mujer, que tenía una actitud no tan agradable, fallece de tuberculosis, su lado entretenido se apaga. Sus hijos no quieren seguir de luto toda la vida, pero Grins le da la espalda a todo, y no puede creer que sus hijos reanuden su vida. Cuando llega la Navidad, su hijo Alvin no va a dejar que los anhelos de sus hermanos se arruinen.